# Daïra de Bir El Arch
La daïra de Bir El Arch est une circonscription administrative algérienne située dans la wilaya de Sétif. Son chef-lieu est situé sur la commune éponyme de Bir El Arch.

## Communes de la daïra
La daïra regroupe les quatre communes Bir El Arch, Belaa, El Ouldja et Tachouda.